# Donald McAlpine
Donald Milton McAlpine (Quandialla, 13 aprile 1934) è un direttore della fotografia australiano.

## Biografia
Ha collaborato con molti dei registi australiani più noti a livello internazionale, quali Bruce Beresford, Phillip Noyce e soprattutto Baz Luhrmann, con il quale ha realizzato Romeo + Giulietta di William Shakespeare (1996) e Moulin Rouge! (2001), che gli ha valso la candidatura all'Oscar alla migliore fotografia.

## Filmografia parziale
- Il sapore della saggezza (The Getting of Wisdom), regia di Bruce Beresford (1977)
- Patrick, regia di Richard Franklin (1978)

- Squadra speciale 44 magnum (Money Movers), regia di Bruce Beresford (1978)
- La mia brillante carriera (My Brilliant Career), regia di Gillian Armstrong (1979)
- Il bambino e il grande cacciatore (The Earthling), regia di Peter Collinson (1980)
- Esecuzione di un eroe (Breaker Morant), regia di Bruce Beresford (1980)
- La tempesta (Tempest), regia di Paul Mazursky (1982)
- Mosca a New York (Moscow on the Hudson), regia di Paul Mazursky (1984)
- Harry & Son, regia di Paul Newman (1984)
- King David, regia di Bruce Beresford (1985)
- Su e giù per Beverly Hills (Down and Out in Beverly Hills), regia di Paul Mazursky (1986)
- Un ostaggio di riguardo (Orphans), regia di Alan J. Pakula (1987)
- Predator, regia di John McTiernan (1987)
- Un folle trasloco (Moving), regia di Alan Metter (1988)
- Il dittatore del Parador in arte Jack (Moon Over Parador), regia di Paul Mazursky (1988)
- Ci penseremo domani (See You in the Morning), regia di Alan J. Pakula (1989)
- Parenti, amici e tanti guai (Parenthood), regia di Ron Howard (1989)
- Lettere d'amore (Stanley & Iris), regia di Martin Ritt (1990)
- Insieme per forza (The Hard Way), regia di John Badham (1991)
- Tutto può accadere (Career Opportunities), regia di Bryan Gordon (1991)
- Mato Grosso (Medicine Man), regia di John McTiernan (1992)
- Giochi di potere (Patriot Games), regia di Phillip Noyce (1992)
- L'uomo senza volto (The Man Without a Face), regia di Mel Gibson (1993)
- Mrs. Doubtfire - Mammo per sempre (Mrs. Doubtfire), regia di Chris Columbus (1993)
- Sotto il segno del pericolo (Clear and Present Danger), regia di Phillip Noyce (1994)
- Nine Months - Imprevisti d'amore (Nine Months), regia di Chris Columbus (1995)
- Romeo + Giulietta di William Shakespeare (William Shakespeare's Romeo + Juliet), regia di Baz Luhrmann (1996)
- L'urlo dell'odio (The Edge), regia di Lee Tamahori (1997)
- Nemiche amiche (Stepmom), regia di Chris Columbus (1998)
- Moulin Rouge!, regia di Baz Luhrmann (2001)
- The Time Machine, regia di Simon Wells (2002)
- Peter Pan, regia di P. J. Hogan (2003)
- Terapia d'urto (Anger Management), regia di Peter Segal (2003)
- Le cronache di Narnia - Il leone, la strega e l'armadio (The Chronicles of Narnia: The Lion, the Witch and the Wardrobe), regia di Andrew Adamson (2005)
- X-Men le origini - Wolverine (X-Men Origins: Wolverine), regia di Gavin Hood (2009)
- Main St. - L'uomo del futuro (Main Street), regia di John Doyle (2010)
- Ender's Game, regia di Gavin Hood (2013)
- The Dressmaker - Il diavolo è tornato (The Dressmaker), regia di Jocelyn Moorhouse (2015)
- Kapoor & Sons, regia di Shakun Batra (2016)
- Il matrimonio di Ali (Ali's Wedding), regia di Jeffrey Walker (2017)
- Black Site - La tana del lupo (Black Site), regia di Sophia Banks (2022)

## Riconoscimenti
- Oscar alla migliore fotografia
  - 2002: candidato - Moulin Rouge!
- BAFTA alla migliore fotografia
  - 1998: candidato - Romeo + Giulietta di William Shakespeare
  - 2002: candidato - Moulin Rouge!
- Satellite Award per la migliore fotografia
  - 1997: candidato - Romeo + Giulietta di William Shakespeare
  - 2002: candidato - Moulin Rouge!